# Swansea City A.F.C.
Swansea City Association Football Club (velški: Clwb Pêl-droed Dinas Abertawe) velški je nogometni klub iz grada Swansea. Osvajanjem trećeg mjesta u drugoj engleskoj ligi (sezona 2010./11.) Swansea je kroz kvalifikacije u play-offu osigurao plasman u englesku Premier ligu. Time je postao prvi klub iz Walesa koji se natječe u tom prvenstvu.
Klub je osnovan 1912. godine a nogometnoj se ligi pridružio 1921. godine. Do 1969. bio je poznat pod imenom Swansea Town a nakon toga kao Swansea City, jer je Swansea dobio status grada. Do 2005. klub je igrao na stadionu Vetch Field, nakon čega se preselio na Liberty Stadium kojeg dijeli s ragbi klubom Ospreys.
24. veljače 2013. momčad je osvojila engleski Liga kup pobijedivši u finalu Bradford City s 5:0. Time je osvojen dosad najznačajniji trrofej u klupskoj povijesti te su ostvarene kvalifikacije u europskoj ligi.
Navijači Swansea poznati su pod nazivom "Jacks", a jedno od objašnjenja njihovog imena dolazi iz 17. stoljeća kada su mornari iz Swansea bili poznati kao "Swansea Jacks" te su u gradu imali reputaciju dobrih pomoraca. Međutim, postoje i druga tumačenja njihovog imena.
Zanimljivost ovog kluba je i da su navijači vlasnici Swansea Cityja kroz vlastitu tvrtku Swansea City Supporters Society Ltd koja posjeduje 20% udjela kluba čime su uključeni u njegovo vođenje.
Rival Swansea je Cardiff City čije se rivalstvo opisuje kao najneprijateljskije u britanskom nogometu. Susreti između ta dva kluba poznati su kao južnovelški derbiji te su najposjećeniji od strane obiju navijačkih skupina. Od ostalih klubova, rivali Swansea su Bristol City, Bristol Rovers i Newport County.

## Povijest
Područje grada Swansea bilo je poznato po ragbiju te je jedini značajniji nogometni klub bio Swansea Villa. Sve se mijenja u ljeto 1912. kada je osnovan Swansea Town AFC. Prvi klupski predsjednik bio je J.W. Thorpe a momčad se sljedeće sezone (kao i mnogi klubovi s južnog Walesa) niželigaškom prvenstvu Southern Football League. Već u svojem debiju, Swansea je osvojio velški kup.
Klub je svoje domaće utakmice igrao na Vetch Fieldu gdje je ostao sve do 2005. i preseljenja na Liberty Stadium.
7. rujna 1912. odigrana je prva profesionalna utakmica protiv Cardiff Cityja a završila je neriješenim rezultatom 1:1. Tijekom svojih početaka klub je u domaćem susretu FA Kupa uspio s 1:0 pobijediti Blackburn Rovers. Jedini gol na susretu zabio je Ben Beynon a uspjeh je tim veći jer je Blackburn bio tadašnji engleski prvak.
U sezoni 1924./25. momčad osvaja englesku treću ligu a dvije godine poslije toga stiže do četvrtfinala FA Kupa gdje su poraženi od Readinga dok u prijateljskoj utakmici protiv madridskog Reala, pobjeđuju s visokih 3:0.
Međutim, značajniji iskorak klub je ostvario tijekom sezone 2010./11. Osvajanjem trećeg mjesta u drugoj ligi ostvarena je mogućnost igranja kvalifikacija za plasman u Premier ligu. U polufinalu razigravanja, Swansea je protiv Nottingham Foresta odigrao bez pogodaka u gostima dok je u uzvratu kod kuće ostvario 3:1 pobjedu. Nakon toga uslijedilo je Wembleyjsko finale protiv Readinga. Velška momčad je pobijedila s 4:2 a u utakmici se istaknuo Scott Sinclair koji je zabio hat-trick (od čega dva realizirana jedanaesterca). Time je Swansea City postao prvi klub iz Walesa koji se natječe u Premiershipu.
U svojem premijerligaškom debiju, momčad je ostvarila solidno 11. mjesto na sredini tablice. Prva pobjeda ostvarena je 17. rujna 2011. nakon što je na Liberty Stadiumu pobijeđen West Bromwich s 3:0. Već sljedeće sezone klub napreduje za dva mjesta na tablici te osvaja engleski Liga kup pobijedivši u finalu Bradford City s 5:0. Također, time su osigurane i kvalifikacije u trećem kolu europske lige.
Na europskoj sceni, Swansea je prošavši švedski Malmö FF i rumunjski Petrolul Ploiești osigurao nastup u skupinama. Tako se našao u grupi A gdje je pokraj Valencije, krasnodarskog Kubana i St. Gallena uspio ostvariti drugo mjesto s osam osvojenih bodova čime je prezimio u Europi. U proljetnom nastavku natjecanja, talijanski Napoli bio je prevelika prepreka te je klub poražen na San Paolu s 3:1 čime je završena europska avantura. S druge strane, Swansea je domaće prvenstvo završio na 12. mjestu.
11. srpnja 2013. klub je za rekordnih dvanaest milijuna funti iz nizozemskog Vitessea kupio napadača Wilfrieda Bonyja. Sezonu ranije bio je najbolji strijelac Eredivisie s 31 pogotkom te je proglašen nizozemskim igračem godine. Time je za dva puta premašen dotadašnji transferni rekord od 5,5 milijuna funti za koliko je dovedeno španjolsko krilo Pablo Hernández.

## Stadion
Klub je od svojeg osnutka 1912. godine pa sve do 2005. igrao na Vetch Fieldu. Nakon toga preselio se na moderniji Liberty Stadium. Kapacitet novog stadiona iznosio je 20.532 mjesta te je kasnije povećan na 20.750. Ondje je Swansea odigrao svoju prvu utakmicu protiv Tranmere Roversa tijekom kolovoza 2005. te je pobijedio s minimalnih 1:0.
Najveća posjećenost ondje ostvarena je 19. siječnja 2014. u prvenstvenoj utakmici protiv Tottenhama kada je susretu nazočilo 20.769 gledatelja. Time je srušen prijašnji rekord od 20.733 posjetitelja. Također, ondje svoje utakmice održava i velška reprezentacija a prva utakmica odigrana ondje bio je remi bez pogodaka protiv Bugarske tijekom 2006. godine.
Osim za Swansea, stadion je i dom ragbijaške momčadi Ospreys.

## Vanjske poveznice
- Službena stranica kluba

| Momčadi FA Premier lige                                                          | Momčadi FA Premier lige |
| -------------------------------------------------------------------------------- | --- |
|                                                                                  | |
| Članovi 2024./25.                                                                | Arsenal • Aston Villa • Bournemouth • Brentford • Brighton & Hove Albion • Chelsea • Crystal Palace • Everton • Fulham • Ipswich Town • Leicester City • Liverpool • Manchester City • Manchester United • Newcastle United • Nottingham Forest • Southampton • Tottenham Hotspur • West Ham United • Wolverhampton Wanderers |
|                                                                                  | |
| Bivše momčadi (1992. – 2024.)                                                    | Barnsley • Birmingham City • Blackburn Rovers • Blackpool • Bolton Wanderers • Bradford City • Burnley • Cardiff City • Charlton Athletic • Coventry City • Derby County • Fulham • Huddersfield Town • Hull City • Leeds United • Luton Town • Middlesbrough • Norwich City • Nottingham Forest • Oldham Athletic • Portsmouth • Queens Park Rangers • Reading • Sheffield Wednesday • Sheffield United • Stoke City • Sunderland • Swansea City • Swindon Town • Watford • West Bromwich Albion • Wigan Athletic • Wimbledon |
|                                                                                  | |
| Bivše momčadi Football Leaguea (1888. – 1892.) i First Divisiona (1892. – 1992.) | Accrington • Bradford Park Avenue • Bristol City • Bury • Carlisle United • Darwen • Glossop North End • Grimsby Town • Leyton Orient • Millwall • Northampton Town • Notts County • Oxford United • Preston North End |

| Momčadi FA Premier lige                                                          | Momčadi FA Premier lige |
| -------------------------------------------------------------------------------- | --- |
|                                                                                  | |
| Članovi 2024./25.                                                                | Arsenal • Aston Villa • Bournemouth • Brentford • Brighton & Hove Albion • Chelsea • Crystal Palace • Everton • Fulham • Ipswich Town • Leicester City • Liverpool • Manchester City • Manchester United • Newcastle United • Nottingham Forest • Southampton • Tottenham Hotspur • West Ham United • Wolverhampton Wanderers |
|                                                                                  | |
| Bivše momčadi (1992. – 2024.)                                                    | Barnsley • Birmingham City • Blackburn Rovers • Blackpool • Bolton Wanderers • Bradford City • Burnley • Cardiff City • Charlton Athletic • Coventry City • Derby County • Fulham • Huddersfield Town • Hull City • Leeds United • Luton Town • Middlesbrough • Norwich City • Nottingham Forest • Oldham Athletic • Portsmouth • Queens Park Rangers • Reading • Sheffield Wednesday • Sheffield United • Stoke City • Sunderland • Swansea City • Swindon Town • Watford • West Bromwich Albion • Wigan Athletic • Wimbledon |
|                                                                                  | |
| Bivše momčadi Football Leaguea (1888. – 1892.) i First Divisiona (1892. – 1992.) | Accrington • Bradford Park Avenue • Bristol City • Bury • Carlisle United • Darwen • Glossop North End • Grimsby Town • Leyton Orient • Millwall • Northampton Town • Notts County • Oxford United • Preston North End |

| Football League Championship 2022./23. | Football League Championship 2022./23. |
| --- | -------------------------------------- |
| |                                        |
| Birmingham City • Blackburn Rovers • Blackpool • Bristol City • Burnley • Cardiff City • Coventry City • Huddersfield Town • Hull City • Luton Town • Middlesbrough • Millwall • Norwich City • Preston North End • QPR • Reading • Rotherham United • Sheffield United • Stoke City • Sunderland • Swansea City • Watford • West Bromwich Albion • Wigan Athletic |                                        |

| Football League Championship 2022./23. | Football League Championship 2022./23. |
| --- | -------------------------------------- |
| |                                        |
| Birmingham City • Blackburn Rovers • Blackpool • Bristol City • Burnley • Cardiff City • Coventry City • Huddersfield Town • Hull City • Luton Town • Middlesbrough • Millwall • Norwich City • Preston North End • QPR • Reading • Rotherham United • Sheffield United • Stoke City • Sunderland • Swansea City • Watford • West Bromwich Albion • Wigan Athletic |                                        |